# ميخائيل سبرينغر
ميخائيل سبرينغر (بالإنجليزية: Michael Springer)‏ هو لاعب اللاكروس أمريكي، ولد في 4 أغسطس 1979.